# گوتنبرگ (باواریا)
گوتنبرگ (باواریا) (به آلمانی: Guttenberg, Bavaria) یک شهر در آلمان است که در ناحیه کولمباخ واقع شده‌است.

## خصوصیات
گوتنبرگ ۱۰٫۶۶ کیلومترمربع مساحت دارد ۴۵۲ متر بالاتر از سطح دریا واقع شده‌است.